# レミントンM1100
レミントンM1100（Remington Model 1100）は、アメリカのレミントン・アームズ社がM58の後継として開発した、ガス圧作動方式セミオートマチック（ガスオート）ショットガンである。

## 特徴
レミントン社製ショットガンの最大の特徴は機関部が削り出したスチールで作られていることであり、長距離射撃用のスラッグ弾を発射しても充分に耐えうる程、強度面では申し分ない。その信頼性ゆえ多くの地域で様々な用途で使用されている。

## バリエーション

### レミントンM11-87
1987年に開発されたモデル。M1100と外観や構造はほとんど変わらないが、装弾数が5発（チューブ延長型は7発）に増やされ、内部の肉厚を少し薄くする事で軽量化されている。
M1100が作られた頃は、射撃用の弾は32グラム、一番強い狩猟用の装弾も45グラムだったので、ガスシリンダーの構造をそれほど複雑にする必要は無かったが、現在では射撃用の装弾は24グラム、狩猟用は3インチ装弾が主流になり、強い弾から弱い弾まで同じように回転させる必要が生じたため、M11-87にはピストンにガスシールと呼ばれるOリングが使われている。これは、24グラム装弾を使うための応急処置的なものなので、Oリングを付けたまま他の装弾を使っていると切れて回転しなくなり、狩猟用の装弾が使えなくなってしまうので、射撃装弾を使うときにだけ取り付ける。
強力なマグナム装弾を使った際に出る余分な火薬ガスは、ガス穴のバルブから放出される様になっている。M1100用の銃身には、この放出バルブは無い。

### レミントンM11-96
M11-87をさらに軽くしたのがM11-96である、機関部も極限まで肉抜きをし、銃身も限界まで肉厚を薄く作ることにより軽量化している。

## 使用している組織
- アメリカの法執行機関
- メキシコ海兵隊
- ブラジル・リオデジャネイロ州軍警察
- マレーシア軍特殊作戦部隊

## 登場作品

### 映画
『ターミネーター:新起動/ジェニシス』
T-800 ガーディアンが、1984年時における刺客との戦闘時に使用する。

### 小説
『血と暴力の国』
殺し屋、シュガー（シガー）が、手製の消音器を装着して使用する。

### ゲーム
『グランド・セフト・オートシリーズ』
『グランド・セフト・オートIV』『GTAIV:TLAD』『GTAIV:TBoGT』
「軍用ショットガン」という名称でM11-87が登場する。
『バイオハザード2』
最初はピストルグリップの切り詰め仕様で、後に通常仕様サイズで木製ストックとグリップに改造可能。最初はポンプアクションのため、同社のレミントンM870と思われる。
『バトルフィールド2』
USMC工兵でM11-87を使用可能。